# Cornelia Waack
Cornelia „Conny“ Waack (* 1962) ist eine ehemalige deutsche Volleyball- und Beachvolleyballspielerin.
Waack spielte in den 1980er und 1990er Jahren Volleyball in der Ersten und Zweiten Bundesliga beim Hamburger SV und beim TV Fischbek. Im Beachvolleyball belegte sie an der Seite von Martina Hauschild bei den Deutschen Meisterschaften 1992 Platz drei und 1995 Platz fünf.